# IC 2016
IC 2016 ist eine Linsenförmige Galaxie vom Hubble-Typ S0 im Sternbild Stier auf der Ekliptik. Sie ist schätzungsweise 293 Millionen Lichtjahre von der Milchstraße entfernt und hat einen Durchmesser von etwa 35.000 Lichtjahren. Im selben Himmelsareal befindet sich u. a. die Galaxie IC 358.
Das Objekt wurde von Edward Barnard entdeckt.